# Бурдасов, Антон Викторович
Антон Викторович Бурда́сов (род. 9 мая 1991, Челябинск) — российский хоккеист, нападающий.

## Карьера

### Клубная
Воспитанник челябинского хоккея, школы «Мечела». Первый тренер — Владимир Бухарин, в «Мечеле» занимался с ребятами 1990 года рождения. В 12 лет перешёл в «Трактор», с которым впоследствии подписал первый профессиональный контракт. Играл во второй команде с 2007 по 2009 годы в Первой лиге. Дебютировал в КХЛ в сезоне 2009/10. В первом сезоне провёл 22 встречи, заработал 4 штрафные минуты. Первый гол в КХЛ забил нижегородскому «Торпедо» 15 января 2011 года в своём втором сезоне в КХЛ. В молодёжном первенстве провёл 69 игр, забросил 35 шайб и отметился 31 голевой передачей.
21 июня 2012 года стало известно, что Антон продолжит карьеру в СКА. Обладатель Кубка Гагарина 2014/15 в составе СКА.
19 декабря 2015 года вместе с Петром Хохряковым из СКА был обменян на форварда «Авангарда» Сергея Широкова. После сезона продлил контракт с «Авангардом» на два года. После сезона 2016/17 был обменян в ЦСКА. Проведя за ЦСКА 12 матчей обменян в «Салават Юлаев».
В 2022 году вернулся в «Трактор», с которого и начинал профессиональную карьеру и подписал контракт на 3 года. Однако в июле 2024 года клуб расторг контракт в одностороннем порядке из-за снижения функциональной формы игрока и нежелания уступать в стоимости контракта.
23 августа 2024 года подписал контракт с ХК «Барыс», одностороннее соглашение рассчитано на один сезон.

### В сборной
Чемпион мира 2011 года в составе молодёжной команды России. Отыграл все 7 встреч на турнире.

## Статистика
| Легенда | Легенда                    | Легенда | Легенда                   | Легенда | Легенда    |
| ------- | -------------------------- | ------- | ------------------------- | ------- | ---------- |
| И       | Количество проведённых игр | Штр     | Штрафное время            | +/−     | Плюс-минус |
| Г       | Голы                       | П       | Голевые передачи          | О       | Очки       |
| -       | Статистика неизвестна      | —       | Статистика не учитывалась |         |            |

## Личная жизнь
Жена Светлана. Свадьба состоялась в Челябинске 29 июня 2012 года. Есть сын.